# 障害年金
障害年金（しょうがいねんきん）とは、国民年金法、厚生年金保険法等に基づき、疾病又は負傷（傷病）によって、所定の障害の状態になった者に対して支給される公的年金の総称である。恣意的な障害認定が行われており、制度の在り方が問われる。なお、「障害者年金」という呼称は誤りであり、そのような名称の年金制度は存在しない。

## 障害基礎年金
国民年金法（いわゆる「新法」）の施行日（昭和61年4月1日）以後受給権が発生した場合に同法の規定に基づいて給付される障害年金のことを指す。なお、旧法における障害福祉年金は、施行日以後障害基礎年金（いわゆる20歳前傷病による障害基礎年金）に切り替えて支給される。

### 年金受給要件
被保険者要件
障害の原因となった傷病について初めて治療目的で医師または歯科医師の診察を受けた日（以後、初診日という）において、以下のいずれかに該当すること。
- 国民年金被保険者であること（学生、若年者等で保険料の免除を受けていてもよい）
- 国民年金被保険者であった者であって、日本国内に住所を有する60歳以上65歳未満であること（原則として繰上げ支給の老齢基礎年金の受給権者でないこと）

従来、初診日がいつであるかについては医師の診断書等、厳格な証明が必要とされてきたが、2015(平成27)年10月より取扱いが変更となり、診断書等がない場合であっても、第三者（民法上の3親等以内の親族は含まない）の証明があり初診日（原則として5年以上前のものに限る）を推定できるような合理的な参考書類を添付した場合や、参考書類を添付のうえ保険料納付要件を満たすなど所定の要件に合致すると認められる場合には、審査のうえ、本人が申し立てた日を初診日とすることとされている。また過去に初診日不明として申請が却下された者も、2015(平成27)年10月以後新たな取扱いにより再度申請することができる。なお、健康診断により異常が発見され、療養に関する指示を受けた場合は、2015(平成27)年9月まではその健康診断受診日を初診日とする取り扱いを行ってきたが、2015(平成27)年10月以降は、健康診断受診日は初診日として取り扱わない（日本年金機構も健康診断結果の提出を求めない）こととされた。ただし、初めて治療目的で医療機関を受診した日の医証（受診状況等証明書）が得られない場合であって、医学的見地からただちに治療が必要と認められる健診結果である場合については、請求者から健診日を初診日とするよう申し立てがあれば、健診日を初診日とし、健診日を証明する資料（人間ドックの結果など）を求めた上で、初診日を認めることができることとされる（平成27年9月28日年管管発第6号）。
障害要件
初診日から起算して1年6ヶ月が経過した日、あるいはこの期間内にその傷病が治った場合（症状が固定し治療の効果が期待できない状態に至った場合を含む）はその日（以後、障害認定日という）において、障害等級1級または2級に該当すること。
なお「症状が固定し治療の効果が期待できない状態」の具体例としては、以下のものが挙げられている。
1. 人工透析療法を行っている場合は、透析を初めて受けた日から起算して3カ月を経過した日。
2. 人工骨頭又は人工関節をそう入置換した場合は、そう入置換した日。
3. 心臓ペースメーカー、植え込み型除細動器（ICD）又は人工弁を装着した場合は、装着した日。
4. 人工肛門又は新膀胱の造設、尿路変更術を施術した場合は、造設又は手術を施した日。
5. 切断又は離断による肢体の障害は、原則として切断又は離断した日（障害手当金又は旧法の場合は、創面が治癒した日）。
6. 喉頭全摘出の場合は、全摘出した日。
7. 在宅酸素療法を行っている場合は、在宅酸素療法を開始した日。

初診日が1986(昭和61)年4月1日前であっても、障害認定日が1986(昭和61)年4月1日以後である場合は、旧法の障害年金ではなく、新法の障害基礎年金が支給される（受給権は原則として障害認定日に発生する）。
保険料納付要件
初診日の属する月の前々月までに、保険料納付済期間と保険料免除期間とを合算した期間が、その被保険者期間の3分の2以上であること
- ただし初診日が2026年4月1日前にある傷病による障害については、「当該初診日の前日において当該初診日の属する月の前々月までの1年間のうちに保険料納付済期間及び保険料免除期間以外の被保険者期間がないとき」、つまり初診を受ける前の日の年金納付状況が、初診日の月の13ヶ月前から2ヶ月前の1年間すべて、保険料を納付するか免除されていれば（滞納していなければ）障害基礎年金を受給できる。ただし初診日において65歳以上である者にはこの措置は適用されない（2026年3月末までの特例措置）。なお初診日の前日にこの要件を満たしていない者が保険料を後納したり、遡っての保険料免除を受けたりして1年間すべてが保険料納付済期間・保険料免除期間となったとしても、要件を満たしたことにならない。
- ここでいう「保険料納付済期間」には、老齢基礎年金では合算対象期間とされる、被用者年金制度の加入期間のうち1961(昭和36)年4月前の期間や、20歳未満及び60歳以後の期間も含まれる。

事後重症
障害認定日において障害等級に該当しない（障害が1級か2級でない）状態にあり、その後、障害の程度が重くなり、65歳に達する日の前日までに障害等級に該当した場合、その65歳に達する日の前日までの期間内に限り請求することができ、認定されると、支給される。
- 初診日における被保険者要件と保険料納付要件を満たしていることが必要である。
- 受給権発生日は請求した日であり、請求しなければ支給されない。障害の程度が該当したからといって自動的に支給されるものではない。
- 3級の障害厚生年金の受給権者が2級以上に改定された場合は、改定に伴って請求があったものとみなされるため、改めての請求は不要である。
- 繰上げ支給の老齢基礎年金の受給権者は、事後重症による障害基礎年金は受給できない。
- 旧法の障害年金、旧厚生年金保険法による障害年金又は共済組合・私学共済が支給する障害年金の受給権を有していたことのある者については、事後重症による障害基礎年金は支給されない（これらの者は、事後重症に該当した場合でも本来の（事後重症でない）障害基礎年金を請求することができる）。

基準障害
障害等級に該当しない障害（既存の障害）がある者が、その後新たに傷病にかかり、この傷病による障害認定日以後65歳に達する日の前日までの間において、初めて既存の障害と新たな障害（基準障害）とを併合して障害等級に該当する程度の障害の状態にいたったときは、併合した障害の程度による障害基礎年金が、その請求のあった翌月から支給される。
- 被保険者要件・保険料納付要件は、既存の障害ではなく基準障害に係る初診日において判断する。
- 繰上げ支給の老齢基礎年金の受給権者は、基準障害による障害基礎年金は受給できない。
- 基準障害による障害基礎年金の請求は、65歳に達する日の前日までに障害等級に該当すれば、65歳以後でも請求することができる。

20歳前傷病
20歳未満（就職して第2号被保険者となっている場合を除く）のときに初診日があり、障害認定日以後に20歳に達したときは20歳に達した日において、障害認定日が20歳に達した日後であるときはその障害認定日において、障害等級に該当する程度の障害の状態にあるとき、支給される。なお、第2号被保険者となっている場合は、20歳前傷病による障害基礎年金ではなく、通常の障害基礎年金が支給される。
- 事後重症の場合も同様であり、20歳に達した日又は障害認定日において障害等級に該当しなくても、65歳までに障害等級に該当すれば、20歳前傷病による事後重症の障害基礎年金が支給される。
- 1994(平成6)年の改正により、旧法の規定で当時の支給要件に該当しなかった者でも、1961(昭和36)年4月1日~1986(昭和61)年3月31日までの公的年金制度加入期間に初診日があり現在の支給要件に該当する者は65歳に達する日の前日までの間に、たとえ老齢基礎年金の繰上げ支給を受給している者であっても、支給請求できる。
- 保険料納付要件は不要である。ただし、以下のいずれかに該当した場合は支給が停止される。
  - 受給権者本人（配偶者または扶養義務者の所得は問わない）の前年の所得が、政令で定める額を超えるときは、その年の8月から翌年の7月まで、その全部又は2分の1に相当する部分。ただし、子の加算額については支給停止から控除して計算する。また天災等により所有する住宅・家財等の被害額がその価格のおおむね2分の1以上である損害を受けた場合は、損害を受けた月から翌年7月までは所得による支給停止は行わない。「政令で定める額」とは、単身の場合3,604,000円を超えると2分の1が、4,621,000円を超えると全部が支給停止となる。扶養義務者がいればその人数に応じて上限額が上がる。
  - 恩給法による年金給付、労災保険法による年金給付を受けることができるとき（これらの年金給付が支給停止されている場合は、障害基礎年金は支給される）。
  - 刑事施設、労役場、少年院その他これらに準ずる施設に拘禁・収容されている場合（未決勾留中の場合は有罪が確定するまでは支給停止されない）。
  - 日本国内に住所を有しないとき。
- 住民基本台帳ネットワークシステムによる本人確認情報の提供を受け、生存等が確認されている場合、当該受給権者は令和元年8月以降は従来課されていた障害基礎年金所得状況届の提出が不要になった。（確認ができない場合は、障害基礎年金所得状況届を誕生月の月末までに日本年金機構に提出しなければならない）。

### 併合認定の原則
異なる支給事由により複数発生する可能性のある障害年金は、前後の障害を併合して、1つの障害年金として支給される。この場合、新たに併合された障害基礎年金の受給権を取得したときは、従前の障害基礎年金の受給権は消滅する。ただし、前後の障害の一方が支給停止となっている場合は、その停止されている期間は併合しない障害の程度によって支給される。
- 障害厚生年金と障害基礎年金とであっても併合し、この場合障害厚生年金は年金額の改定で対応する。
- 旧法の障害年金と新法の障害基礎年金の場合は併合はするが、この場合は旧法の障害年金受給権は消滅せず、どちらか一方を選択受給する。

### 年金額
原則として2級は老齢基礎年金の満額（780,900円×改定率。100円未満四捨五入）と同額、1級は2級の額の1.25倍の額（1円未満四捨五入）であり、これに子の加算額（第1子・第2子 各224,700円×改定率、第3子以降 各74,900円×改定率。いずれも100円未満四捨五入）が加わる。なお、被保険者期間の長短にかかわらず定額で支給される。また保険料免除期間があっても減額されることはない。
2020年（令和2年）度の改定率は1.002とされたので、実際の支給額は以下の通りとなる。
- 1級 977,125円＋ 子の加算
- 2級 781,700円＋ 子の加算
  - 子の加算　第1子・第2子 各224,900円、第3子以降 各75,000円。
  - 障害基礎年金には配偶者への加算は行われない。
  - 子とは、請求時に「生存している子」若しくは「妻の胎内に胎児として存在していた子が出生した後」であり、その対象者が18歳到達年度の末日を経過していない子、または、20歳未満で障害等級1級または2級の障害者をいう（18歳到達年度末を過ぎて20歳になるまでに障害の状態になった場合は加算されない）。
  - 障害年金を受ける権利が発生した後でも、子の出生等によって要件を満たすこととなった場合には増額改定される（2011年4月より）。この場合、14日以内に機構に届け出なければならない。
  - 障害の程度が増進した場合、厚生労働大臣は審査のうえ額の改定を職権ですることができ、また受給権者は厚生労働大臣に対し額の改定を請求することができる。ただしこの請求は受給権取得日又は厚生労働大臣の審査を受けた日から起算して1年を経過した後でなければ行うことができない（受給権者の障害の程度が増進したことが明らかである場合として厚生労働省令で定める場合を除く）。
  - 所得による支給制限は行われない。但し、20歳に達する前に負った傷病が原因の場合のみ所得制限がある（本人が保険料を支払っていない為）。

### 支給停止
- 障害基礎年金は、その受給権者が当該傷病による障害について、労働基準法による障害補償を受けることができるときは、6年間その支給が停止される。なお、労災保険法の障害（補償）年金、傷病（補償）年金、休業（補償）給付が支給されるときは、障害基礎年金は全額支給され、調整は労災保険の側で行われる。具体的には、障害基礎年金のみの受給の場合、障害（補償）年金、傷病（補償）年金、休業（補償）給付は88%に減じられる。
- 障害基礎年金は、受給権者が障害等級に該当する程度の障害の状態に該当しなくなったときは、その該当しない間、支給が停止される。ただし、支給を停止された受給権者がその後新たな傷病により併合した障害等級に該当するに至った場合は支給停止は解除される。
- 年金一般の給付制限のほか、故意に障害又はその直接の原因となった事故を生じさせた者の当該障害については、これを支給事由とする障害基礎年金は支給しない（絶対的支給制限）。また、故意の犯罪行為もしくは重大な過失により、又は正当な理由がなくて療養に関する指示に従わないことにより、障害もしくはその原因となった事故を生じさせた者の当該障害については、これを支給事由とする給付はその全部又は一部を行わないことができる（相対的給付制限）。受給権者が正当な理由なく受診命令に従わず、又は行政庁職員の診断を拒んだときも、相対的給付制限が課される。なお、自殺未遂によって障害となった場合には、支給制限はされない。
- 政府は、障害又はこの直接の原因となった事故が第三者の行為によって生じた場合において、給付をしたときは、その給付の価額の限度で、受給権者が第三者に対して有する損害賠償の請求権を取得する。この場合において、受給権者が第三者から同一の事由について損害賠償を受けたときは、政府はその価額の限度で給付を行う責を免れる（損害賠償との調整）。

## 障害厚生年金
厚生年金保険法に基づいて支給される障害年金。口語で「障害厚生」と言う。2015(平成27)年10月の被用者年金一元化により、公務員・私学教職員についても障害厚生年金が支給されることとなった。一元化以後は、2以上の種別の被保険者期間を有する者に支給する障害厚生年金・障害手当金の支給に関する事務は、当該障害に係る初診日における被保険者種別に応じて、それに対応する実施機関がまとめて行う。初診日における加入年金制度が共済組合かつ一元化以前の場合は障害共済年金が支給される。

### 受給要件
- 厚生年金に加入している期間中、初めて医師又は歯科医師の診療を受けた傷病による障害であること
  - 初診日において厚生年金被保険者でなければ支給されない。初診日に厚生年金被保険者でなかった者が離婚分割により遡ってみなし被保険者となった場合には支給されない。初診日において厚生年金被保険者であれば、障害認定日に厚生年金被保険者でなくなっていてもよい。また70歳以上の高齢任意加入被保険者等も含む。
- 障害認定日において障害等級1級、2級、3級に該当する程度の障害の状態にあること
  - 一般に厚生年金被保険者は同時に国民年金第2号被保険者でもあるので、障害等級が1級または2級の場合は障害基礎年金と障害厚生年金の両方が支給されることになる。ただし障害認定日において65歳以上の者は、通常は第2号被保険者ではなくなっているので、障害等級が1級または2級であっても障害厚生年金しか支給されない。
- 障害基礎年金と同様の保険料納付要件を満たすこと
  - 国民年金被保険者期間の3分の2以上、さらに65歳未満の者の平成38年3月末までの特例措置は障害基礎年金と同じである。
  - 坑内員・船員としての被保険者期間は、老齢厚生年金とは異なり、実期間で計算する。
  - 通常、厚生年金被保険者であった期間はそのまま国民年金の保険料納付済期間となるが、就職前、退職後に長期の未納期間があると保険料納付要件を満たせない可能性がある。また高齢任意加入被保険者は初診日においてすでに70歳以上であるため、経過措置は適用されない。

事後重症による障害厚生年金
障害等級が1級～3級であることを除き、障害基礎年金と同じである。3級の者が1級または2級に該当した場合は、額の改定と同時に障害基礎年金についても請求があったものとみなされる。
一元化前に障害を支給事由とする共済年金の受給権を有したことがある者その他政令で定める者には、事後重症の規定による障害厚生年金は支給されない。
基準障害による障害厚生年金
基準障害の場合は1級または2級のみで、3級は対象外である。なお、基準傷病に係る初診日において被保険者であればよく、既存障害の初診日において被保険者である必要はない。
併合認定の原則
障害厚生年金における併合認定が行われるためには、前後の障害が1級または2級でなければならない。なお、受給権取得時に1級または2級であれば、その後3級に改定されても差し支えなく、受給権取得当時に3級であってもその後障害の程度が増進して1級または2級になれば併合認定の対象となる。
旧法の障害年金の受給権者に新たに1級または2級の障害厚生年金を支給すべき事由が生じたときは、前後の障害を併合した程度に応じて旧法の障害年金額が改定される。

### 年金額
在職中の平均標準報酬月額と、被保険者期間の月数を基準に、老齢厚生年金の報酬比例部分の額の算式と同様の計算式によって求められる（報酬比例の年金額）。
- 1級 報酬比例の年金額×1.25+配偶者の加給年金額
- 2級 報酬比例の年金額+配偶者の加給年金額
- 3級 報酬比例の年金額
  - 障害厚生年金の給付事由となった障害について障害基礎年金を受けることができない場合（3級は全員、1,2級も要件により障害基礎年金を受給できない場合を含む）、報酬比例の年金額が「老齢基礎年金の満額の4分の3」（100円未満四捨五入。平成29年度は584,500円）に満たない場合は、最低保障額として「老齢基礎年金の満額の4分の3」の額が障害厚生年金の額となる。
  - 障害の程度が増進した場合、実施機関は審査のうえ額の改定を職権ですることができ、受給権者は実施機関に対し額の改定を請求することができる。ただしこの請求は受給権取得日又は実施機関の審査を受けた日から起算して1年を経過した後でなければ行うことができない（受給権者の障害の程度が増進したことが明らかである場合として厚生労働省令で定める場合を除く）。なお、障害基礎年金とは異なり、65歳以上の者又は老齢基礎年金の受給権者（繰上支給を含む）で、かつ当該障害厚生年金と同一の支給事由に基づく障害基礎年金の受給権を有しない者については、額の改定は（職権、請求とも）行われない。つまり、3級の者は全員、1,2級も要件により障害基礎年金を受給できない場合は、障害の程度が増進しても改定請求できないのである。

報酬比例の年金額
老齢厚生年金の報酬比例部分と同様の計算方法である。従前額保障の場合も同様である。詳細は老齢年金#報酬比例部分を参照。
- 20歳未満の被保険者期間であっても算入する。
- 計算の基礎となる被保険者期間の月数が300に満たないときは、これを300として計算する。
- 障害認定日の属する月後における被保険者であった期間は、障害厚生年金の額の計算の基礎とはしない。つまり、障害認定日の属する月までの被保険者期間が計算の基礎となる。また、被保険者である（在職中である）受給権者が退職したとしても、老齢厚生年金のような退職時改定は行われない。
- 障害認定日において2以上の被保険者種別期間を有する者に係る障害厚生年金の額は、当該2以上の被保険者期間を合算し、一の期間に係る被保険者期間のみを有するものとみなして障害厚生年金の額を計算する。

加給年金額
1級または2級に該当する者に支給される障害厚生年金には、受給権者によって生計を維持している65歳未満の配偶者（1926(大正15)年4月1日以前生まれの配偶者であれば65歳以上であってもよい）があるときには、加給年金額が加算される（3級の者には加算されない）。なお、配偶者のみが加算対象で、子が何人いても加算対象とはならない。また、老齢厚生年金のような「特別加算」はない。該当する配偶者を有するに至った場合、あるいは配偶者が要件に該当しなくなった場合は、10日以内に所定の届出書を日本年金機構に提出しなければならない（配偶者が65歳に達したため加算が終了する場合は届出不要）。
加算額は原則として「224,700円×改定率」（100円未満四捨五入。2020(令和2)年度は224,900円）である。なお、当該配偶者が障害年金もしくは240月以上の被用者老齢年金を受けることができる場合は、加算額の支給が停止される。
老齢厚生年金の加給年金額とは異なり、受給権取得時に単身者だった者が後に要件を満たした配偶者を有するに至った場合は、その時点から加給年金額が加算される。

### 支給停止と給付制限
- 労働基準法による障害補償を受けることができるときは、6年間その支給が停止されることは障害基礎年金と同じであるが、障害厚生年金の支給事由となった傷病以外の傷病によって障害補償を受けても、障害厚生年金は支給停止されない。また、被保険者が在職中であっても支給停止されない。なお失業中に雇用保険における基本手当等を受給しても支給停止されない。
- 労災保険法の障害（補償）年金、傷病（補償）年金、休業（補償）給付が支給されるときは、障害厚生年金は全額支給され、調整は労災保険の側で行われる。具体的には、障害厚生年金のみの受給の場合、障害（補償）年金は83%、傷病（補償）年金、休業（補償）給付は88%に減じられ、障害厚生年金と障害基礎年金とを併給する場合、障害（補償）年金、傷病（補償）年金、休業（補償）給付は73%に減じられる。
- 老齢厚生年金・遺族厚生年金とは異なり、「障害厚生年金」と「それと同一の支給事由に基づいて支給される他の期間に基づく障害厚生年金」とは併給できない。
- 年金一般の給付制限のほか、障害基礎年金と同様の絶対的・相対的給付制限があるほか、障害厚生年金の受給権者が、故意もしくは重大な過失により、又は正当な理由がなくて療養に関する指示に従わないことにより、その障害の程度を増進させ、又はその回復を妨げたときは、障害厚生年金の額の改定を行わず、又はその者の障害の程度が現に該当する障害等級以下の障害等級に該当するものとして、障害厚生年金の額の改定を行うことができるとされる。
- 現況届に添付する医師の診断書は、原則として指定日前1月以内（令和元年8月以降は3月以内）に作成されたものでなければならない。
- 障害共済年金を支給されている場合、共済組合加入中（在職中）は障害共済年金のうち職域加算額の支給が停止される[1]。被用者年金一元化以前の障害共済年金は在職中、年金の一部または全額が支給停止されていたが、障害厚生年金制度に合わせて在職中も支給されるように変更になった[2]。
- 障害共済年金を支給されている場合、かつ、禁錮以上の刑に処せられた場合または停職以上の懲戒処分を受けた場合は障害共済年金のうち職域加算額の支給が5年間停止される[3]。また、禁固以上の刑を執行されている間も職域加算額の支給が停止される。

## 失権
障害基礎年金・障害厚生年金の受給権は、次のいずれかの場合に消滅する。
- 受給権者が死亡したとき
- 障害等級1~3級に該当する障害の状態にない者が65歳に達したとき。ただし、65歳に達した日において、障害等級1~3級に該当しなくなった日から起算して、該当することなく3年を経過していないときを除く。
- 障害等級1~3級に該当しなくなった日から起算して、該当することなく3年を経過したとき。ただし、当該受給権者が65歳未満であるときを除く。
  - 1994(平成6)年の改正により、障害基礎年金等の受給権者が厚生年金保険法による障害等級（3級以上）に該当しなくなった場合、3年経過後に受給権が消滅する取扱いから、65歳に達するまでは受給権を消滅させない取扱いに変更となった（65歳に達しても、不該当後3年経過しなければ消滅しない）。これに伴い、改正法施行日（1994(平成6)年11月9日）前に障害等級に該当することなく3年経過により受給権が消滅した障害基礎年金のうち、同一の傷病により施行日以降65歳に達する日の前日までの間に障害等級（1級または2級）に該当した者については、その期間内に障害基礎年金の支給を請求することができることとなった。
- 併合認定により、前後の障害を併合した障害の程度による障害基礎年金・障害厚生年金の受給権を取得したとき（従前の年金の受給権が消滅する）

## 障害手当金
初診日において厚生年金被保険者であった者（当該初診日の前日において保険料納付要件を満たす者に限る）が、当該初診日から起算して5年を経過する日までの間におけるその傷病の治った日（症状が固定し治療の効果が期待できない状態に至った日を含む）において、その傷病により政令で定める程度の障害の状態（要は3級よりも軽い程度）にある場合に、一時金として支給される。
支給額は以下のいずれか高い方である。ただし、国民年金・厚生年金・共済年金による年金たる保険給付の受給権者、労働基準法による障害補償・労災保険法による障害（補償）給付等を受ける権利を有する場合には、障害手当金は支給されない。
- 報酬比例の年金額の2倍
- 老齢基礎年金の満額の3/4の2倍

## 障害の程度と状態
1級・2級は国民年金法施行令別表（厚生年金と共通）、3級・障害手当金については厚生年金保険法施行令別表第一・第二による。なお、障害者手帳の交付要件となる障害等級とは根拠法令や等級表が異なるので、障害者手帳の等級と障害年金の等級とは一致しない場合がある。更に、障害者手帳のない者も該当する場合やその逆もありうるので注意が必要である。
1級
1. 両眼の視力の和が0.04以下のもの
2. 両耳の聴力レベルが100デシベル以上のもの
3. 両上肢の機能に著しい障害を有するもの
4. 両上肢のすべての指を欠くもの
5. 両上肢のすべての指の機能に著しい障害を有するもの
6. 両下肢の機能に著しい障害を有するもの
7. 両下肢を足関節以上で欠くもの
8. 体幹の機能に座っていることができない程度又は立ち上がることができない程度の障害を有するもの
9. 前各号に掲げるもののほか、身体の機能の障害又は長期にわたる安静を必要とする病状が前各号と同程度以上と認められる状態であつて、日常生活の用を弁ずることを不能ならしめる程度のもの
10. 精神の障害であって、前各号と同程度以上と認められる程度のもの
11. 身体の機能の障害若しくは病状又は精神の障害が重複する場合であって、その状態が前各号と同程度以上と認められる程度のもの

2級
1. 両眼の視力の和が0.05以上0.08以下のもの
2. 両耳の聴力レベルが90デシベル以上のもの
3. 平衡機能に著しい障害を有するもの
4. そしゃくの機能を欠くもの
5. 音声又は言語機能に著しい障害を有するもの
6. 両上肢のおや指及びひとさし指又は中指を欠くもの
7. 両上肢のおや指及びひとさし指又は中指の機能に著しい障害を有するもの
8. 一上肢の機能に著しい障害を有するもの
9. 一上肢のすべての指を欠くもの
10. 一上肢のすべての指の機能に著しい障害を有するもの
11. 両下肢のすべての指を欠くもの
12. 一下肢の機能に著しい障害を有するもの
13. 一下肢を足関節以上で欠くもの
14. 体幹の機能に歩くことができない程度の障害を有するもの
15. 前各号に掲げるもののほか、身体の機能の障害又は長期にわたる安静を必要とする病状が前各号と同程度以上と認められる状態であって、日常生活が著しい制限を受けるか、又は日常生活に著しい制限を加えることを必要とする程度のもの
16. 精神の障害であって、前各号と同程度以上と認められる程度のもの
17. 身体の機能の障害若しくは病状又は精神の障害が重複する場合であって、その状態が前各号と同程度以上と認められる程度のもの

3級
1. 両眼の視力が0.1以下に減じたもの
2. 両耳の聴力が、40センチメートル以上では通常の話声を解することができない程度に減じたもの
3. そしゃく又は言語の機能に相当程度の障害を残すもの
4. 脊柱の機能に著しい障害を残すもの
5. 一上肢の三大関節のうち、二関節の用を廃したもの
6. 一下肢の三大関節のうち、二関節の用を廃したもの
7. 長管状骨に偽関節を残し、運動機能に著しい障害を残すもの
8. 一上肢のおや指及びひとさし指を失つたもの又はおや指若しくはひとさし指を併せ一上肢の三指以上を失つたもの
9. おや指及びひとさし指を併せ一上肢の四指の用を廃したもの
10. 一下肢をリスフラン関節以上で失つたもの
11. 両下肢の十趾の用を廃したもの
12. 前各号に掲げるもののほか、身体の機能に、労働が著しい制限を受けるか、又は労働に著しい制限を加えることを必要とする程度の障害を残すもの
13. 精神又は神経系統に、労働が著しい制限を受けるか、又は労働に著しい制限を加えることを必要とする程度の障害を残すもの
14. 傷病が治らないで、身体の機能又は精神若しくは神経系統に、労働が制限を受けるか、又は労働に制限を加えることを必要とする程度の障害を有するものであつて、厚生労働大臣が定めるもの

障害手当金
1. 両眼の視力が0.6以下に減じたもの
2. 一眼の視力が0.1以下に減じたもの
3. 両眼のまぶたに著しい欠損を残すもの
4. 両眼による視野が二分の一以上欠損したもの又は両眼の視野が10度以内のもの
5. 両眼の調節機能及び輻輳機能に著しい障害を残すもの
6. 一耳の聴力が、耳殻に接しなければ大声による話を解することができない程度に減じたもの
7. そしやく又は言語の機能に障害を残すもの
8. 鼻を欠損し、その機能に著しい障害を残すもの
9. 脊柱の機能に障害を残すもの
10. 一上肢の三大関節のうち、一関節に著しい機能障害を残すもの
11. 一下肢の三大関節のうち、一関節に著しい機能障害を残すもの
12. 一下肢を三センチメートル以上短縮したもの
13. 長管状骨に著しい転位変形を残すもの
14. 一上肢の二指以上を失つたもの
15. 一上肢のひとさし指を失つたもの
16. 一上肢の三指以上の用を廃したもの
17. ひとさし指を併せ一上肢の二指の用を廃したもの
18. 一上肢のおや指の用を廃したもの
19. 一下肢の第一趾又は他の四趾以上を失つたもの
20. 一下肢の五趾の用を廃したもの
21. 前各号に掲げるもののほか、身体の機能に、労働が制限を受けるか、又は労働に制限を加えることを必要とする程度の障害を残すもの
22. 精神又は神経系統に、労働が制限を受けるか、又は労働に制限を加えることを必要とする程度の障害を残すもの

備考
1. 視力の測定は、万国式試視力表によるものとし、屈折異常があるものについては、矯正視力によって測定する。
2. 指を失つたものとは、おや指は指節間関節、その他の指は近位指節間関節以上を失つたものをいう。
3. 指の用を廃したものとは、指の末節の半分以上を失い、又は中手指節関節若しくは近位指節間関節（おや指にあつては指節間関節）に著しい運動障害を残すものをいう。
4. 趾を失つたものとは、その全部を失つたものをいう。
5. 趾の用を廃したものとは、第一趾は末節の半分以上、その他の趾は遠位趾節間関節以上を失つたもの又は中足趾節関節若しくは近位趾節間関節（第一趾にあつては趾節間関節）に著しい運動障害を残すものをいう。

### 精神の障害 （一部抜粋）
A 統合失調症、統合失調症型障害及び妄想性障害並びに気分（感情）障害
1級
1. 統合失調症によるものにあっては、高度の残遺状態又は高度の病状があるため高度の人格変化、思考障害、その他妄想・幻覚等の異常体験が著明なため、常時の援助が必要なもの
2. 気分（感情）障害によるものにあっては、高度の気分、意欲・行動の障害及び高度の思考障害の病相期があり、かつ、これが持続したり、ひんぱんに繰り返したりするため、常時の援助が必要なもの

2級
1. 統合失調症によるものにあっては、残遺状態又は病状があるため人格変化、思考障害、その他妄想・幻覚等の異常体験があるため、日常生活が著しい制限を受けるもの
2. 気分（感情）障害によるものにあっては、気分、意欲・行動の障害及び思考障害の病相期があり、かつ、これが持続したり又はひんぱんに繰り返したりするため、日常生活が著しい制限を受けるもの

3級
1. 統合失調症によるものにあっては、残遺状態又は病状があり、人格変化の程度は著しくないが、思考障害、その他妄想・幻覚等の異常体験があり、労働が制限を受けるもの
2. 気分（感情）障害によるものにあっては、気分、意欲・行動の障害及び思考障害の病相期があり、その病状は著しくないが、これが持続したり又は繰り返し、労働が制限を受けるもの

## 特別障害給付金

### 制定の背景
旧法下では20歳以上の学生や配偶者（多くはいわゆる専業主婦）が強制加入の対象者ではなかった（配偶者の強制加入は1986年4月、学生の強制加入は1991年4月から）。このため旧法下で、20歳以上で任意加入対象期間中の国民年金に任意加入しなかった期間に初診日があり、新法下における障害の状態に該当したにもかかわらず、障害基礎年金の受給資格が得られず、支給を受けられない者が生じた（未加入者問題）。これに対して、全国各地で訴訟が提起され、下級審判決の中で、支給しないことを違法とするものも現れた。これを受けて、2004年に特定障害者に対する特別障害給付金の支給に関する法律が新設され、一定の要件の下で、旧法下での未加入者に対して、給付金が支給されるようになった。
なお、新法下での年金未納者については、特別障害給付金制度による救済は受けられない（年金未納問題参照）。厳密に考える場合、特別障害給付金は福祉的観点で給付される給付金であり障害年金ではない。また障害年金としてでなく年金とも異なるものである。

### 対象者
- 1991年（平成3年）3月31日以前に、学生であり任意加入しなかった期間、または、1986年（昭和61年）3月31日以前に、第2号被保険者の配偶者であり任意加入しなかった期間に、初診日がある者。
- 65歳到達日前に、障害基礎年金による障害の状態に該当し、現在障害の状態にあること（原則として、65歳に達する日の前日までに請求しなければならないが、平成17年4月1日時点で65歳を超えている者については、平成22年3月31日まで請求を行うことができ、平成17年4月1日以降から間もなく65歳に達する者は、65歳を超えてから一定期間は請求を行うことができる経過措置がある）。

### 受給額
平成29年（2017年）度は以下の通り。請求の翌月からが受給対象となり、遡りはない。尚、この特別障害給付金に関しては全額が国庫負担であるため、受給者の所得によっては「20歳前傷病による障害基礎年金」と同じく給付金の全額相当額および2分の1相当額が支給停止される。老齢年金、遺族年金、労災補償等を受給している場合には、その受給額分を差し引いた額が支給され、老齢年金等の額が特別障害給付金の額を上回る場合は、特別障害給付金は支給されない。給付金の支給を受けた者は、申請により国民年金保険料の免除を受けることができる。 
- 障害基礎年金1級相当（月額） 51,400円（2級の1.25倍）
- 障害基礎年金2級相当（月額） 41,120円

## 残された問題
特定障害者に対する特別障害給付金の支給に関する法律の新設によって、未加入者問題の救済が図られたが、なお、20歳前傷病者との区別に合理性があるか、日本国憲法第14条1項の定める平等原則との関連等で、議論が残されている。
また、年金制度全体についていえることだが、生活保護と比較しても、国民年金や障害基礎年金の額が、生活保護費より低い金額である事（生活保護制度との逆転現象問題）で、障害年金の支給金額が日本国憲法第25条の文化的で必要最低限の生活が出来る十分な金額であるかについても、医療費亡国論との兼ね合い議論がある。
障害年金は老齢年金と異なり、受給するには被保険者（であった者）の請求申請が必要である。このため、請求すれば障害年金を受給できるのに、請求手続きをしていない障害者が相当数いると見られている。厚生労働省の調査では、身体障害者手帳を持つ20歳以上の人のうち、障害年金を受給できるのに請求手続きをしていない人が、全体の0.4%程度に上ることが明らかになった。
この調査では、精神障害者や知的障害者は対象になっておらず、両者を加えれば、障害年金全体の請求漏れは2万人を上回る可能性が高いと指摘されている。未受給の原因として、「疾病に起因するものは対象にならないと思っている」「初診日特定の問題」「認定基準がわかりにくい」との指摘があり、制度の周知が大きな課題となっている。
また平成17年以降、精神障害者でそれまでの基準の2級に該当する人が、3級に降格または不支給に認定となり、障害基礎年金3級は不支給となっている。なおこの措置は認定基準が変わらないで、現場判断で支給が厳しくなっている。
それまで障害年金を受給していた人が、判断基準も明確に示されないまま、更新の際に障害年金の受給が却下されることに対する不服申立ては、年々増加傾向にある。背景には、日本国政府による社会保障費削減の流れの中で、障害年金支給判断の厳格化があると言われている。
2015年（平成27年）1月4日には、障害基礎年金の受給条件に著しいばらつきがあり、都道府県の日本年金機構都道府県事務センターによって、支給基準が緩やかな栃木県と厳しい大分県で6.1倍の格差があり、審査基準に都道府県間の地域間格差が存在することが、共同通信社の情報公開請求で発覚し、全国一律の支給基準作成を検討する審議会が、厚生労働省年金局の審議会にて議論された。
その結果「障害基礎年金」は、障害厚生年金と同じく、日本年金機構の障害年金センターにて、全国一括で支給審査を行うことになったが、職員の恣意的な判断やセンター長の意向が強く反映されるなどの問題が指摘されている。2024年に共同通信社が不支給が急増したことを報道すると、5月の国会で厚生労働大臣の福岡資麿が実態を調査すると表明、障害年金センターは2025年4月に内部で再判定を行った。